# Bainton (Oxfordshire)
Bainton – osada w Anglii, w hrabstwie Oxfordshire, w dystrykcie Cherwell. Leży 22 km na północ od Oksfordu i 86 km na północny zachód od Londynu.